# Sledgehammer (Peter Gabriel)
Sledgehammer è un brano musicale scritto, composto e interpretato dal musicista britannico Peter Gabriel, pubblicato nel 1986.

## Descrizione
Il brano è stato pubblicato da Charisma (Regno Unito) e Geffen (Stati Uniti) come primo singolo estratto dal quinto album in studio dell'artista, ossia So.
La produzione è di Daniel Lanois. Il singolo è stato diffuso nei formati 7", 12", CD e cassetta.
La canzone ha ricevuto tre candidature ai Grammy Awards 1987 (miglior interpretazione rock vocale maschile, canzone dell'anno e registrazione dell'anno).

## Video musicale
Il video è stato diretto da Stephen R. Johnson e firmato dalla Aardman Animations. È stato realizzato con la tecnica dello stop motion animata, all'avanguardia in quel periodo. Il video ha avuto molto successo e ha vinto nove MTV Video Music Awards 1987 e un BRIT Awards 1987.

## Nei media
- La canzone è stata inserita nella colonna sonora della telenovela brasiliana Potere.
- Il brano è stato usato nel Regno Unito come jingle, in una pubblicità televisiva della Vauxhall negli anni novanta.

## Tracce
1. Sledgehammer
2. Don't Break This Rhythm
3. I Have the Touch (mix)
4. Biko (edit)

## Classifiche

### Classifiche settimanali
| Classifica (1986)              | Posizione massima |
| ------------------------------ | ----------------- |
| Australia                      | 3                 |
| Austria                        | 2                 |
| Belgio (Fiandre)               | 9                 |
| Canada                         | 1                 |
| Finlandia                      | 4                 |
| Germania                       | 7                 |
| Irlanda                        | 3                 |
| Italia                         | 8                 |
| Norvegia                       | 3                 |
| Nuova Zelanda                  | 3                 |
| Paesi Bassi                    | 6                 |
| Regno Unito                    | 4                 |
| Stati Uniti                    | 1                 |
| Stati Uniti (dance club)       | 1                 |
| Stati Uniti (dance/electronic) | 3                 |
| Stati Uniti (mainstream rock)  | 1                 |
| Sudafrica                      | 3                 |
| Svezia                         | 9                 |
| Svizzera                       | 4                 |

### Classifiche di fine anno
| Classifica (1986) | Posizione |
| ----------------- | --------- |
| Australia         | 34        |
| Austria           | 10        |
| Canada            | 7         |
| Germania          | 20        |
| Italia            | 35        |
| Regno Unito       | 28        |
| Stati Uniti       | 23        |
| Svizzera          | 7         |